# Skeeter Jackson
Pour les articles homonymes, voir Jackson.
Stanley Jackson, dit Skeeter Jackson, né le 7 novembre 1957 à Monroe, est un ancien joueur de basket-ball français d'origine américaine, évoluant au poste d'ailier fort reconverti comme entraîneur des espoirs de l'ASVEL Lyon-Villeurbanne.

## Biographie
Skeeter Jackson a été naturalisé français en 1984, puis sélectionné en équipe de France à partir de 1987, participant au Championnat d'Europe de basket-ball 1989. Son fils est le joueur de basket-ball Edwin Jackson.

## Carrière de joueur

### Clubs
- 1979-1980 :  Saint-Denis (Nationale 4) ;
- 1980-1982 :  Resistencia ;
- 1982-1984 :  Asnières (Nationale 3) ;
- 1984-1985 :  Charenton (Nationale 3) ;
- 1985-1988 :  Racing CF (Nationale 1) ;
- 1988-1990 :  Pau-Orthez (Nationale 1) ;
- 1990-1994 :  Lyon (Pro B, puis Pro A) ;
- 1994-1997 :  Besançon (Pro B, puis Pro A) ;
- 1997-1998 :  Lyon (Nationale 2).

## Palmarès

### En équipe de France
- 6e du Championnat d'Europe 1989 ;
- International à 41 reprises, marquant un total de 210 points ;
- Record de 16 points lors d'une rencontre sous le maillot bleu ;
- Première sélection le 5 novembre 1987 à Paris contre la Pologne ;
- Dernière sélection le 4 juin 1989 à Zagreb (Yougoslavie) contre l'Espagne.

### En club
- All-Star en 1988 ;
- Meilleur rebondeur français en 1993.

## Carrière d'entraîneur
- ASVEL Lyon-Villeurbanne entraîneur de l'équipe espoir et de stage intensif de basket.